# 강병수 (인천광역시의원)
강병수(姜秉洙, 1961년 1월 24일~2023년 6월 8일)는 대한민국의 언론인, 정치인이다. 제6대 인천광역시의회 의원(2010~2014)을 지냈다. 전남 여수 출생이다.

## 학력
- 1967.03.~1967.11. 율촌국교 전학→1967.11.~1973.02. 효열국교 졸업
- 1973.03.~1976.02. 광성중학교 졸업
- 1976.03.~1979.02. 인천고등학교 졸업
- 1979.03.~1988.02. 서울시립대학교 경영학과 학사

### 비학위 수료
- 2001.02.~2003.02. 서강대학교 대학원 경영학과 경영학 석사 수료
- 2006.02.~2008.02. 서강대학교 교육대학원 교육학 석사 수료

## 경력
- 1987.10 한겨레창간 인천후원회 사무국장
- 1988.05~1992.04 한겨레신문사 인천 북구 창간지국장
- 1992.04~1994.10 월간말 총무부장
- 1994.11 한겨레신문사 입사
- 1994.11~2002.02 한겨레신문 사업국 부국장
- 2002.03~2013.09 수도권 생태유아공동체 생활협동조합 이사장
- 2003.10 민주화운동 관련자 명예회복 및 보상심의위원회 인정 민주화운동 관련자
- 2009~2017 인천녹색연합 운영위원
- 2010.04 국민참여당 입당
- 국민참여당 중앙위원 겸 당무위원
- 2010.07~2014.06 제6대 인천광역시의회 의원
- 2010.07~2012.07 제6대 인천광역시의회 전반기 문화복지위원회 위원
- 2010.07~2012.07 제6대 인천광역시의회 전반기 교육위원회 위원
- 2010.07~2012.07 제6대 인천광역시의회 전반기지방재정 건전화 추진 특별위원회 위원
- 2010.07~2012.07 제6대 인천광역시의회 전반기 윤리특별위원회 위원장
- 2010.07~2012.07 제6대 인천광역시의회 전반기 예산결산특별위원회 간사
- 2010.07~2012.07 제6대 인천광역시의회 전반기 운영위원회 위원
- 2012.07~2014.06 제6대 인천광역시의회 후반기 친환경무상급식추진특별위원회 위원
- 2012.07~2014.06 제6대 인천광역시의회 후반기 문화복지위원회 부위원장
- 2012.07~2014.06 제6대 인천광역시의회 후반기 예산결산특별위원회 위원
- 2012.07~2014.06 제6대 인천광역시의회 후반기 보육정책위원회 위원장
- 2012.07~2014.06 제6대 인천광역시의회 후반기 의원연구단체“협동조합 연구모임”대표
- 통합진보당 당무위원
- 2012.09.13 통합진보당 탈당
- 2012.10.12 정의당 입당
- 정의당 당무위원
- 2015.03 학교법인 신성학원 임시이사
- 2015.03~부평의제21실천협의회 경제와사회분과 위원장
- 2015.09~인천바보주막협동조합 이사장
- 2016.09 정의당 탈당
- 더불어인천포럼 운영위원장
- 2017.04 더불어민주당 입당
- 더불어민주당 상임고문 겸 당무위원
- 2017.04~2017.05 제19대 대통령선거 더불어민주당 문재인 후보 인천시당 국민주권선대위원회 시민참여본부장
- 2018.05 더불어민주당 인천시민주권선거대책위원회 정책본부 부본부장
- 2018.10~시민사회발전위원회 위원
- 2018.11~동북아평화연대 사무총장

## 수상
- 2014년 - 2013 지방의원 매니페스토 약속대상 광역의원부문 최우수상

## 서적
- 강병수 의원 사용설명서(2014)

## 역대 선거 결과
|  | 54.77% |

|  | 45.20% |